# Copicucullia jemezensis
Copicucullia jemezensis är en fjärilsart som beskrevs av Dyar 1922. Copicucullia jemezensis ingår i släktet Copicucullia och familjen nattflyn. Inga underarter finns listade i Catalogue of Life.